# IMAX
IMAX (akronim od Image MAXimum) je filmski format i skup standarda kino-projekcije koje je razvila i nad kojima ima industrijsko vlasništvo kanadska tvrtka IMAX Corporation. IMAX ima kapacitete prikazavanja slike daleko veće površine i rezolucije nego konvencionalni filmski sustavi. Od 2002. nekoliko je cjelovečernjih filmova prepravljeno u IMAX format, kako bi se mogli prikazivati u IMAX kino-dvoranama, a neki su bili djelomično snimljeni u IMAX tehnici.
IMAX je najčešće uporabljivan sustav za prikazivanje specijalnih filmova. U ožujku 2011. bilo je 528 IMAX kino-dvorana u 46 zemalja.

## Vanjske poveznice
- Službena stranica
- Službena stranica (Australija), LG IMAX - Sydney, NSW Australia
- ODEON IMAX  Arhivirana inačica izvorne stranice od 28. kolovoza 2013. (Wayback Machine)